# 海蘭鎮區 (內布拉斯加州亞當斯縣)
海蘭鎮區（英語：Highland Township）是位於美國內布拉斯加州亞當斯縣的一個行政鎮區。

## 地方資料
海蘭鎮區的面積為89.67平方千米，當中陸地面積為89.04平方千米，而水域面積為0.63平方千米。根據2020年美國人口普查的數據，當地共有人口354人，而人口密度為每平方千米3.95人。